# Southern Canal (Arizona)
Der Southern Canal ist ein Kanal im Maricopa County, Bundesstaat Arizona und befindet sich im östlichen Teil des Ballungsraumes um die Großstadt Phoenix (Arizona).
Der Kanal entsteht in Scottsdale durch das Stauwehr Granite Reef am Salt River. Seine ursprüngliche Bestimmung war die Bewässerung landwirtschaftlicher Kulturen. Der Southern Canal  fließt durch Mesa und kurz vor der Mündung in den Consolidated Canal fließt er durch den Park of the Canals.
Die Bundesregierung errichtete den Kanal zwischen 1906 und 1908.
Fast jährlich kam es infolge von Starkniederschlägen und des geringen Gefälles in den angrenzenden Stadtteilen zu Hochwasserereignissen.